# Phyllonorycter kurokoi
Phyllonorycter kurokoi là một loài bướm đêm thuộc họ Gracillariidae. Nó được tìm thấy ở Nhật Bản (Kyusyu).
Sải cánh dài 7-7.5 mm.
Ấu trùng ăn Acer mono. Chúng ăn lá nơi chúng làm tổ. The mine is situated on the lower surface of the leaf.